# Мозоловский, Владимир Иванович
Владимир Иванович Мозоловский (также Мозаловский; 21 июня 1975) — белорусский футболист, защитник и полузащитник.

## Биография
Начинал играть на взрослом уровне в командах Могилёва и области. В сезоне 1992/93 был в заявке могилёвского «Днепра», но ни разу не сыграл за основной состав. В следующем сезоне играл за «Фандок» (Бобруйск), в его составе дебютировал в высшей лиге Беларуси, сыграв 8 матчей. В финальном матче Кубка Беларуси 1993/94 и игре Суперкубка страны 1994 года оставался запасным, в обеих играх бобруйский клуб уступил минскому «Динамо». В ходе сезона 1994/95 футболист перешёл в могилёвский «Трансмаш», с которым по итогам сезона 1996 года стал победителем первой лиги и вышел в высшую, где провёл один сезон. Однако в конце 1997 года «Трансмаш» был расформирован.
В 1998 году перешёл в «Неман» (Гродно), провёл в клубе пять сезонов, но регулярным игроком основы был только в первом из них, сыграв 26 матчей и забил 3 гола. Всего за пять лет провёл 58 матчей за гродненский клуб. В «серебряном» сезоне 2002 года появился на поле только 5 раз, а в «золотом матче» против БАТЭ остался запасным.
В межсезонье 2002/03 был на просмотре в Польше, но в итоге вернулся в Могилёв и подписал контракт с клубом первой лиги «Торпедо-Кадино», где провёл полтора сезона. Летом 2004 года перешёл в другой клуб первой лиги — «Барановичи». В конце карьеры играл в России на любительском уровне за клуб с Сахалина.
Всего в высшей лиге Беларуси сыграл 91 матч и забил 4 гола.
После окончания игровой карьеры работал тренером по футболу и мини-футболу в Могилёве.

## Достижения
- Серебряный призёр чемпионата Беларуси: 2002